# Cajita rítmica afroperuana
La cajita rítmica afroperuana, común y popularmente llamada cajita, es un instrumento musical de percusión desarrollado en el Perú y que forma parte de la identidad de las comunidades afroperuanas de la costa central.
La cajita es uno de los aportes de la población afrodescendiente a la tradición y cultura musical del Perú, por lo que fue declarada Patrimonio Nacional peruano el 28 de diciembre de 2007 y su ley publicada el 13 de enero de 2008.

## Descripción
La cajita rítmica musical es un instrumento pequeño que consta de una caja de madera con una tapa sujeta de un lado; la tapa está sujeta a una manija y se tañe mediante un palito o martillo de madera mientras la tapa se abre o se cierra para agudizar o agravar las notas.

## Origen
El instrumento es conocido desde el siglo XVIII y su instrumentación acompañó a la danza del Son de los diablos; su utilización se encuentra documentada en los escritos de Martínez Campañón y las acuarelas de Pancho Fierro, pero sus orígenes no han sido esclarecidos del todo.

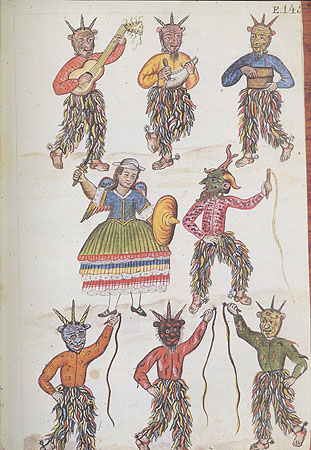
Danza de San Miguel del Códice Martínez Compañón (1782-1785). Se puede observar al diablo de la esquina superior derecha tocando una cajita.
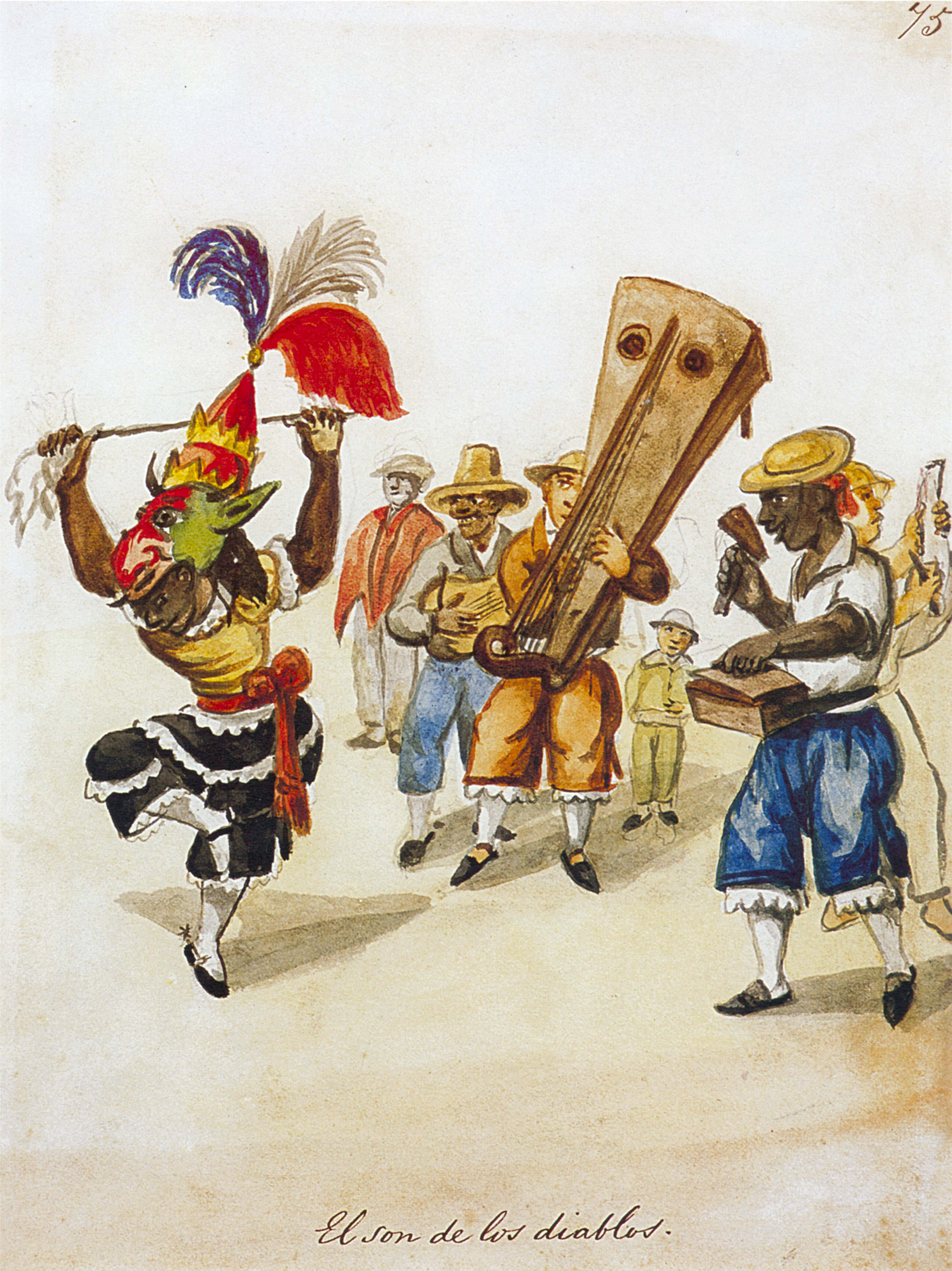
Danza del Son de los diablos en una acuarela de Pancho Fierro (siglo XIX), se observa al músico de la derecha ejecutando una cajita rítmica.
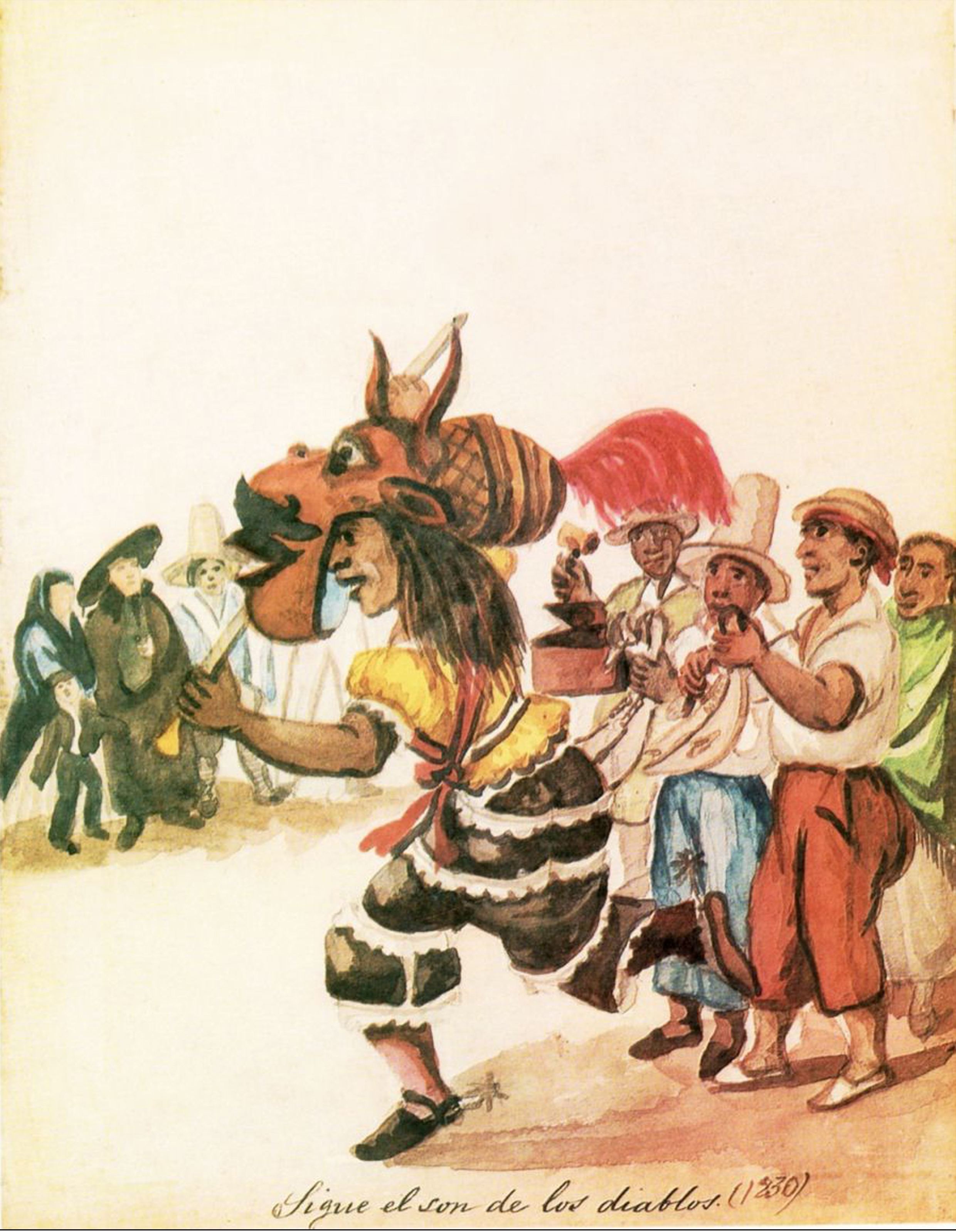
Otra acuarela de Fierro, se ve detrás a un negro usando una cajita.